# 阿旺-降央多吉
阿旺-降央多吉，出品人、电影策划人、导演。
藏名：阿旺-降央多吉    
汉名:王银聚                     
代表作品：《唐卡》、《孙子兵法》
中国扶贫开发协会常务理事；
中国部长将军书画院副院长；
广东省侨联常委；
广东省梵胜博物馆馆长；
东莞市时轮金刚文化传播有限公司董事长。
2012年，电影《唐卡》，策划人；
2015年，大型纪录片《孙子兵法》，出品人，总导演。